# 인바군

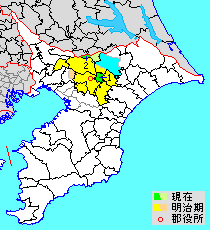
지바현 인바군의 위치（1.시스이정 2.사카에정. 연두색・물색:후에 타군으로부터 편입한 구역 담황색:후에 타군에 편입된 구역

인바군(일본어: 印旛郡, いんばぐん)은 지바현의 군이다.
인구 39,449명, 면적 51.52km², 인구밀도 766명/km².(2025년 3월 1일, 추계인구)
이하 2정으로 구성된다.
- 사카에정(栄町)
- 시스이정(酒々井町)

## 군역
1878년 행정 구역 출범 당시의 군역은 대체로 아래 행정 구역에 해당한다.
- 지바시
  - 하나미가와구의 일부
- 사쿠라시, 요쓰카이도시, 야치마타시, 인자이시, 시로이시, 도미사토시, 시스이정 전역
- 나리타시의 일부
- 가시와시의 일부
- 야치요시의 일부
- 가마가야시의 일부
- 사카에정의 일부

하지만, 고대에는 요쓰카이도시의 거의 전역이 포함되지 않았다.

## 역사

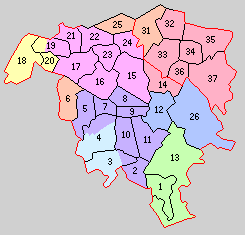
1.가와카미촌 2.야토미촌 3.아사히촌 4.지요다촌 5.시즈촌 6.아소촌 7.우스이정 8.우치고촌 9.사쿠라정 10.네고촌 11.와다촌 12.시스이정 13.야치마타촌 14.고즈촌 15.로쿠고촌 16.무나카타촌 17.후나호촌 18.시로이시촌 19.야키요촌 20.에이지촌 21.오모리촌 22.기오로시정 23.혼고촌 24.야와라촌 25.후카마촌 26.도미사토촌 31.아지키정 32.도요스미촌 33.하부촌 34.나카고촌 35.구즈미촌 36.나리타정 37.도야마촌 (보라:사쿠라시 빨강:나리타시 분홍:인자이시 아래 주황:야티요시 노랑:시라이시 녹색:야치마타시 위 주황:사카에정 파랑:합병 없음(시스이정, 도미사토시))

- 1889년 4월 1일 - 정촌제 시행으로 아래의 정촌이 발족.(4정 22촌)
  - 가와카미촌(川上村): 현 야치마타시
  - 야토미촌(弥富村): 현 사쿠라시
  - 아사히촌(旭村): 현 사쿠라시
  - 지요다촌(千代田村): 현 요쓰카이도시, 사쿠라시
  - 시즈촌(志津村): 현 사쿠라시
  - 아소촌(阿蘇村): 현 야치요시
  - 우스이정(臼井町): 현 사쿠라시
  - 우치고촌(内郷村): 현 사쿠라시
  - 사쿠라정(佐倉町): 현 사쿠라시
  - 네고촌(根郷村): 현 사쿠라시
  - 와다촌(和田村): 현 사쿠라시
  - 시스이정(酒々井町): 현 시스이정
  - 야치마타촌(八街村): 현 야치마타시
  - 고즈촌(公津村): 현 나리타시
  - 로쿠고촌(六合村): 현 인자이시
  - 무나카타촌(宗像村): 현 인자이시
  - 후나호촌(船穂村): 현 인자이시
  - 시로이시촌(白井村): 현 시로이시
  - 오모리촌(大杜村): 현 인자이시
  - 에이지촌(永治村): 현 인자이시, 시로이시
  - 야키요촌(谷清村): 현 시로이시
  - 기오로시정(木下町): 현 인자이시
  - 혼고촌(本郷村): 현 인자이시
  - 야와라촌(埜原村): 현 인자이시
  - 후카마촌(布鎌村): 현 사카에정
  - 도미사토촌(富里村): 현 도미사토시
- 1897년 4월 1일 - 군제 시행에 따라 인바군·시모하부군의 구역을 합쳐 새로이 인바군이 발족. 아지키정(安食町), 도요스미촌(豊住村), 하부촌(八生村), 나카고촌(中郷村), 구즈미촌(久住村), 나리타정(成田町), 도야마촌(遠山村)이 본군 소속이 됨.(6정 27촌)
- 1899년 4월 1일 - 도요스미촌의 일부가 이바라키현 이나시키군 가나에쓰촌에 편입.
- 1913년
  - 4월 1일(7정 24촌)
    - 오모리촌(大杜村)이 정제 시행과 개칭으로 오모리정(大森町)이 됨.(7정 26촌)
    - 혼고촌·야와라촌이 합병하여 모토노촌(本埜村)이 발족.

  - 7월 10일 - 야키요촌이 에이지촌에 편입.
- 1919년 1월 1일 - 야치마타촌이 정제 시행으로 야치마타정(八街町)이 됨.(8정 23촌)
- 1937년 2월 11일 - 사쿠라정·우치고촌이 합병하여, 새로이 사쿠라정(佐倉町)이 발족.(8정 22촌)
- 1940년 12월 23일 - 지요다촌이 정제 시행으로 지요다정(千代田町)이 됨.(9정 21촌)
- 1954년
  - 3월 30일 - 도요스미촌의 일부가 아지키정에 편입.
  - 3월 31일(6정 11촌)
    - 나리타정·고즈촌·하부촌·나카고촌·구즈미촌·도야마촌·도요스미촌이 합병하여 나리타시(成田市)가 발족, 군에서 이탈.
    - 사쿠라정·우스이정·시즈촌·네고촌·와다촌·야토미촌이 합병하여 사쿠라시(佐倉市)가 발족, 군에서 이탈.

  - 9월 1일 - 아소촌이 지바군 야치요정에 편입.(6정 10촌)
  - 11월 1일 - 야치마타정·가와카미촌이 합병하여, 새로이 야치마타정(八街町)이 발족.(6정 9촌)
  - 12월 1일 - 기오로시정·오모리정·후나호촌과 에이지촌의 일부가 합병하여 인자이정(印西町)이 발족. 에이지촌의 잔여부가 시로이시촌에 편입.(5정 7촌)
- 1955년
  - 3월 10일(5정 5촌)
    - 로쿠고촌·무나카타촌이 합병하여 인바촌(印旛村)이 발족.
    - 아사히촌의 일부가 사쿠라시에 편입. 지요다정이 아사히촌의 잔여부를 합병하여 요쓰카이도정(四街道町)이 발족.

  - 12월 1일 - 아지키정·후카마촌이 합병하여 사카에정(栄町)이 발족.(5정 4촌)
- 1956년 1월 1일 - 사카에정이 이바라키현 이나시키군 가와치촌의 일부를 편입.
- 1957년 1월 1일 - 요쓰카이도정의 일부가 사쿠라시에 편입.
- 1959년 2월 1일 - 요쓰카이도정의 일부가 지바시에 편입.
- 1964년 9월 1일 - 시로이촌이 정제 시행으로 시로이정(白井町)이 됨.(6정 3촌)
- 1981년 4월 1일 - 요쓰카이도정이 시제 시행으로 요쓰카이도시(四街道市)가 되어, 군에서 이탈.(5정 3촌)
- 1985년 4월 1일 - 도미사토촌이 정제 시행으로 도미사토정(富里町)이 됨.(6정 2촌)
- 1992년 4월 1일 - 야치마타정이 시제 시행으로 야치마타시(八街市)가 되어, 군에서 이탈.(5정 2촌)
- 1996년 4월 1일 - 인자이정이 시제 시행으로 인자이시(印西市)가 되어, 군에서 이탈.(4정 2촌)
- 2001년 4월 1일 - 시로이정이 시제 시행으로 시로이시(白井市)가 되어, 군에서 이탈.(3정 2촌)
- 2002년 4월 1일 - 도미사토정이 시제 시행으로 도미사토시(富里市)가 되어, 군에서 이탈.(2정 2촌)
- 2010년 3월 23일 - 인바촌·모토노촌이 인자이시에 편입.(2정)